# Aleks Vlah
Aleks Vlah  (født 22. juli 1997) er en slovensk håndboldspiller , der spiller for Aalborg Håndbold og det slovenske landshold.
Vlah repræsenterede Slovenien ved verdensmesterskabet i håndbold for mænd i 2023, hvor han var holdets topscorer med 31 mål i 6 kampe.